# Cshö Jonggun
Cshö Jonggun (hangul: 최영근, handzsa: 崔榮根, RR: Choi Yung-keun; 1923. február 8. – Szöul, 1994. július 20.) válogatott dél-koreai labdarúgó,csatár, edző.

## Pályafutása
A Szöul FC labdarúgója volt.
1953–54-ben hat alkalommal szerepelt a dél-koreai válogatottban és két gólt szerzett. Tagja volt az 1954-es svájci világbajnokságon részt vevő csapatnak, ahol a Törökország elleni csoportmérkőzésen szerepelt.
1974-ben a dél-koreai válogatott szövetségi kapitánya volt.